# White Wolf
La White Wolf, Inc. è stata una casa editrice statunitense che si occupava di giochi di ruolo e di altro materiale ludico. Fondata nel 1991 da Mark Rein·Hagen, Steve Wieck e Stewart Wieck fondendo la Lion Rampant e la White Wolf Magazine, nel 2006 venne stata acquistata dalla CCP Games (produttori di EVE Online) diventando un marchio di quest'ultima. Nel 2015 venne ceduta alla Paradox Interactive. Nel novembre del 2018, a seguito delle polemiche scaturite da alcuni passaggi sui manuali della quinta edizione di Vampire: la Masquerade, Paradox decise che White Wolf non avrebbe più agito come entità separata.
Il nome "White Wolf" deriva dal soprannome di Elric di Melniboné, protagonista delle opere di Michael Moorcock.

## Storia
Per volume di vendite fu dal 1995, il secondo maggior editore di giochi di ruolo. Divenne famosa per il gioco di ruolo Vampiri: la masquerade e per l'ambientazione-radice Mondo di Tenebra a cui fanno riferimento le altre numerose espansioni, tutte quante basate sullo Storytelling System. Altro gioco di punta della White Wolf era Exalted, anch'esso usante una variante dello Storytelling System, slegato dal Mondo di Tenebra, sebbene alcune vaghe dichiarazioni della casa editrice, poi lasciate cadere, lo abbiano inizialmente presentato come la preistoria dell'ambientazione principale.
Oltre ai giochi ambientati nel Mondo di Tenebra la White Wolf pubblicava anche materiale per lo Storytelling System, diversi giochi di carte e alcuni romanzi.
Alle sue pubblicazioni sono legati anche alcuni videogiochi e serie televisive, come il gioco di ruolo di Street Fighter e il gioco di ruolo fantasy-urban Scion (gioco).

### La Fusione
In seguito alla vendita alla CCP Games, spostò il suo focus sullo sviluppo di un MMORPG basato sul Mondo di Tenebra, arrestando quasi completamente la sua produzione di giochi di ruolo. Nell'aprile del 2014, dopo nove anni di sviluppo, il gioco venne dichiarato cancellato.

### L'Acquisizione
Il 29 ottobre del 2015 Paradox Interactive annunciò l'acquisto da CCP di tutte le proprietà intellettuali di White Wolf. Tobias Sjögren sarebbe stato il CEO dell'azienda rinata, che sarebbe rimasta una filiale di Paradox. Martin Ericsson, già sviluppatore di World of Darkness MMO, ha ricoperto il ruolo di "Lead Storyteller" per l'azienda.